# Abraham Zacuto

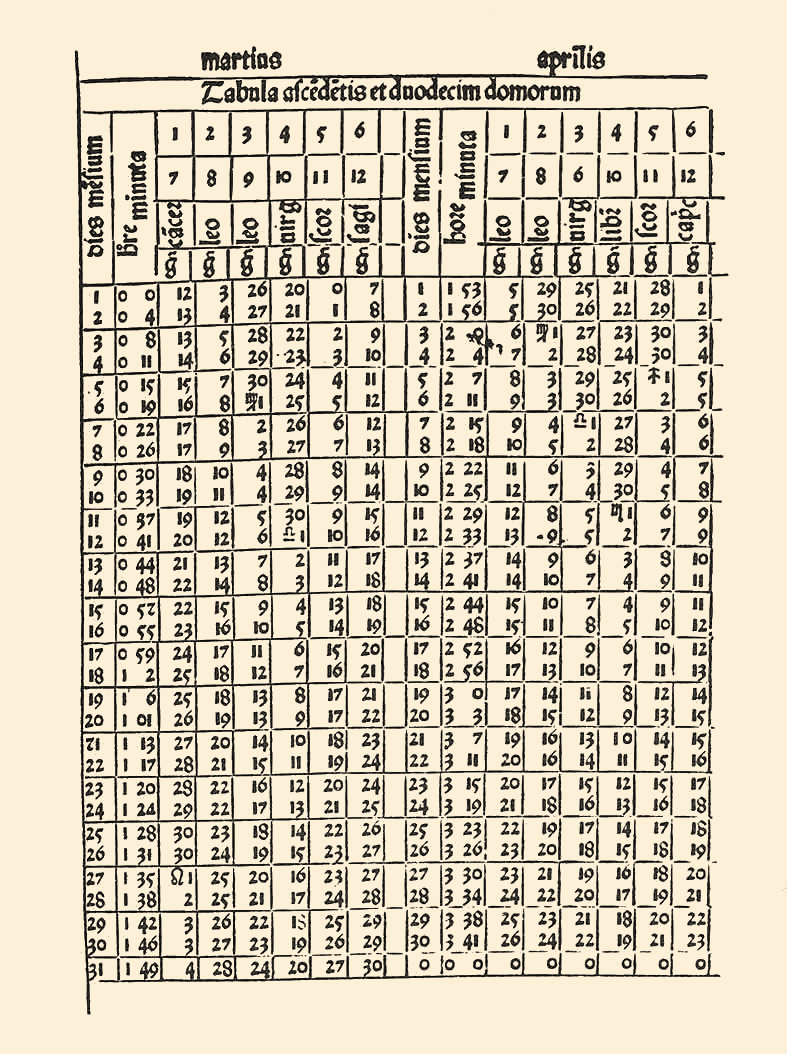
Astronomický kalendář Almanach Perpetuum Abrahama Zacuta

Abraham Zacuto (hebrejsky אברהם בן שמואל זכות‎, Avraham ben Šmuel Zakut, 1452, Salamanca – 1515, Jeruzalém) byl židovským rabínem, astronomem a historikem. Většinu svého života strávil ve Španělsku a Portugalsku, nakonec se však usadil v Palestině.

## Život a dílo
Abraham Zacuto se narodil v kastilské Salamance a kromě studia Talmudu, halachy a kabaly se věnoval také astronomii na zdejší univerzitě. Mezi lety 1473–1478 napsal své první dílo Velké pojednání (hebrejsky החיבור הגדול‎, Ha-chibur ha-gadol), jež popisovalo sluneční soustavu a bylo přeloženo do několika jazyků. Pro své znalosti a dovednosti v oblasti astronomie jej Manuel I. Portugalský přijal do týmu vědců, kteří připravovali astronomické tabulky pro portugalské mořeplavce (například pro Vasco de Gamu). Zacutovy astronomické tabulky Almanach perpetuum nahradily starší tabulky, sepsané v 13. století dvěma židovskými učenci, a posloužily například Kryštofovi Kolumbovi při jeho plavbě.
Roku 1497 však portugalský král židy ze své země vypověděl. Ihned poté byli židé vyháněni za hranice Portugalska nebo násilně křtěni. Ačkoli tato vlna násilí Zacuta přímo nepostihla, rozhodl se emigrovat do Tunisu, kde publikoval svůj známý historiografický spis Kniha genealogií (hebrejsky ספר היוחסין‎, Sefer ha-juchasin).
Na konci svého života se Zacuto přestěhoval do Jeruzaléma, kde také roku 1515 zemřel.
Na jeho počest je po něm pojmenováno Portugalské židovské muzeum Abrahama Zacuta, zřízené v někdejší synagoze v Tomaru.